# Aletsch Arena

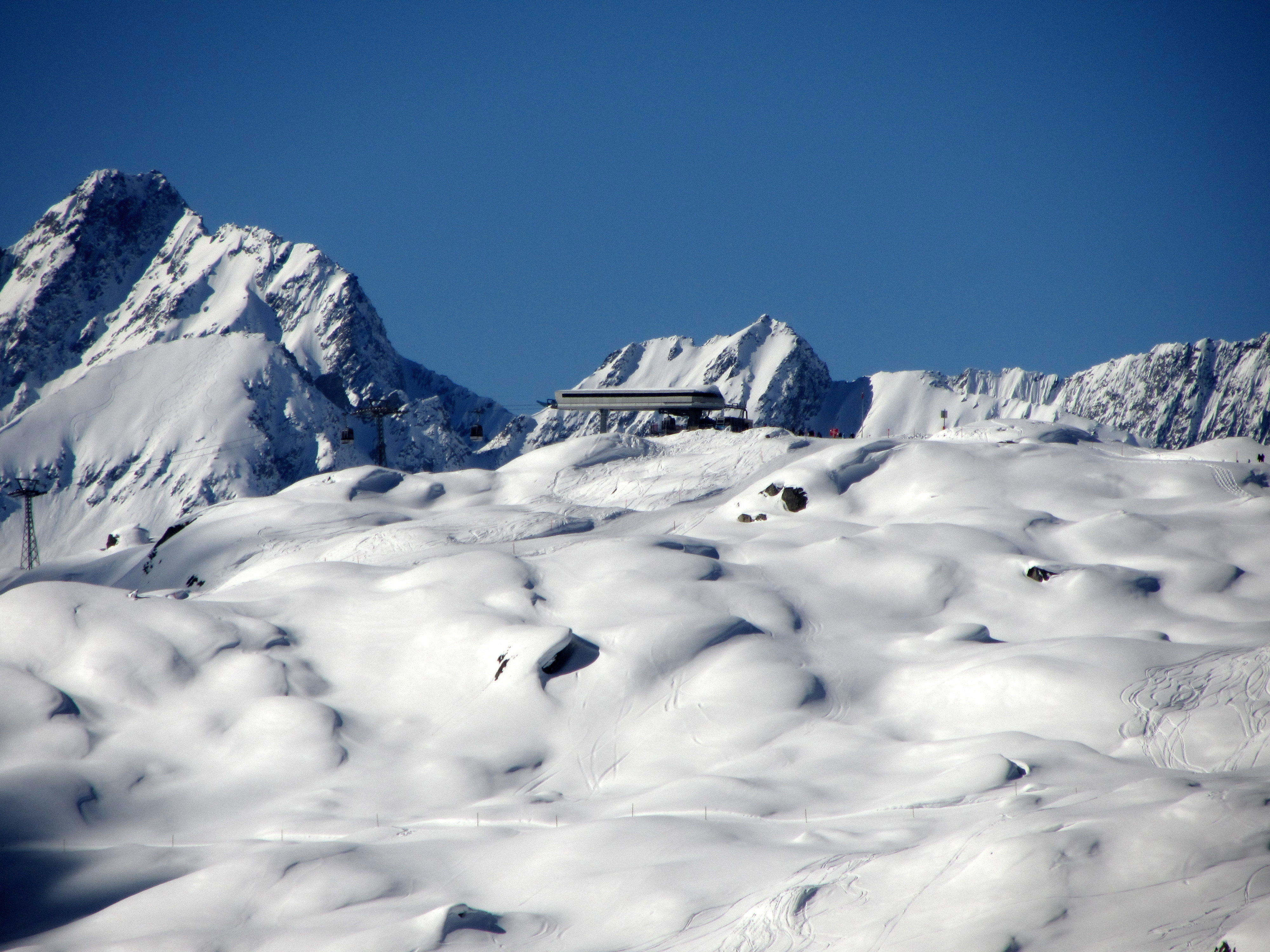

Aletsch Arena est un grand domaine skiable, situé sur la rive droite du Rhône, sur le territoire des communes de Mörel-Filet, Bettmeralp et Fiesch, dans le canton du Valais, en Suisse.

## Domaine skiable
Le domaine est constitué des sous-domaines d'altitude de Riederalp, Bettmeralp et Fiescheralp. Ceux-ci sont reliés entre eux skis aux pieds par plusieurs pistes, lesquelles s'apparentent de fait plutôt à des routes enneigées offrant une pente très restreinte et donc nécessitant souvent de pousser sur les bâtons. De par sa superficie, mais aussi son enneigement naturel relativement assuré, il s'agit de l'un des domaines les plus importants du Valais et même de Suisse.
Les domaines d'altitude, dont la majorité des pistes ne descend pas en dessous de 1 900 m et de la limite de la forêt, sont atteignables depuis la vallée depuis chaque village en 7 à 10 minutes à l'aide de téléphériques. Riederalp est joignable également par une télécabine. Ces villages de vallée sont reliés quant à eux par la route, mais aussi par le train Glacier Express.
Il est possible de pratiquer le ski nocturne chaque mardi, à Riederalp sur les courtes pistes desservies par les téléskis Alpenrose, à Bettmeralp sur la partie inférieure du télésiège Blauseelift, et à Fiesch dans la vallée, uniquement en février sur la courte piste desservie par le téléski Fieschertal.
La saison hivernale commence généralement début décembre, pour se finir début avril.
Les stations font partie de regroupements de stations de ski, au travers les offres forfaitaires communes Valais SkiCard, Oberwalliser Skipass et Snowpass Valais.
Le domaine emprunte son nom du Glacier d'Aletsch, qu'il est possible de contempler depuis plusieurs points culminants du domaine. De plus, plus de 40 sommets dépassant les 4 000 m sont visibles depuis le domaine.
Une piste de luge de 13 km permet de relier Fiescheralp à Lax dans la vallée. Une patinoire naturelle existe à Bettmeralp.
Un réseau de sentiers de 72 km, et de 14 km de sentiers pour la pratique de la raquette à neige, complètent l'offre touristique.